# Viù
Viù (piemonti nyelven Viù) egy észak-olasz község (comune) a Piemont régióban, Torino megyében.
Lakóinak száma 1171.

## Földrajz

Viù község Torino megye térképén

Viù az azonos nevű völgyben fekszik, amely a három Lanzo-völgy egyikét képezi. Torinótól 40 km-re található.

## Történelem
A terület már az őskorban lakott volt, és a terület vasérclelőhelyeit is már az ókortól kezdve kihasználták. A 14. századtól Savoyai fennhatóság került.
A 20. század elején a torinói nemesség kedvelt kirándulóhelye.